# Australobius indicus
Australobius indicus är en mångfotingart som först beskrevs av J.R. Eason 1981.  Australobius indicus ingår i släktet Australobius och familjen stenkrypare. Inga underarter finns listade i Catalogue of Life.